# خلیج میدندورف
خلیج میدندورف (روسی: Залив Миддендорфа) یک خلیج در شمال سرزمین کراسنویارسک کشور روسیه است.